# Francis Gusts
Francis Gusts (ur. 2 stycznia 2003 w Rydze) – łotewski żużlowiec.

## Życiorys
Wychowanek Riga Speedway Club. W 2018 roku zakontraktowany został w Lokomotivie Dyneburg na starty w 1. lidze polskiej w sezonie 2019, jednak w meczu ligowym zadebiutował w jego barwach dopiero rok później. W sezonie 2020 oraz 2021 zdobył brązowy medal drużynowych mistrzostw Europy juniorów z reprezentacją Łotwy. 
7 sierpnia 2021 wygrywając z dorobkiem 14 punktów turniej w Rydze, został Indywidualnym mistrzem Europy juniorów 2021. Startował również w IMŚJ 2021, gdzie zajął 6. miejsce w klasyfikacji końcowej. Był rezerwowym reprezentacji Łotwy podczas finałów Speedway of Nations 2021. Po sezonie odszedł z macierzystego klubu. Podpisał kontrakt ze Spartą Wrocław. W pierwszym roku startów został wypożyczony do PSŻ Poznań. W 2022 startuje również w szwedzkiej Elitserien w barwach Masarny Avesta.

## Przynależność klubowa
Polska
- SK Lokomotīve Dyneburg (2019–2021; Łotwa)
  - Sparta Wrocław (2021, gość)
- Sparta Wrocław (2022–)
  - PSŻ Poznań (2022, wyp.)
  - TŻ Ostrovia (2023, wyp.)

Szwecja
- Masarna Avesta (2022–)

## Starty windywidualnych mistrzostwach świata juniorów na żużlu
Stan na 16 września 2023.
| Sezon 2021 |                     |           |         |         |         |         |         |         |         |         |         |        |        |        |        |        |        |        |        |        |
| Stralsund  | Krosno              | Pardubice | miejsce | miejsce | miejsce | miejsce | miejsce | miejsce | miejsce | miejsce | miejsce | punkty | punkty | punkty | punkty | punkty | punkty | punkty | punkty | punkty |
| 12         | 9                   | 7         | 6       | 6       | 6       | 6       | 6       | 6       | 6       | 6       | 6       | 28     | 28     | 28     | 28     | 28     | 28     | 28     | 28     | 28     |
| Sezon 2022 |                     |           |         |         |         |         |         |         |         |         |         |        |        |        |        |        |        |        |        |        |
| Praga      | Cardiff             | Toruń     | miejsce | miejsce | miejsce | miejsce | miejsce | miejsce | miejsce | miejsce | miejsce | punkty | punkty | punkty | punkty | punkty | punkty | punkty | punkty | punkty |
| 18         | –                   | –         | 10      | 10      | 10      | 10      | 10      | 10      | 10      | 10      | 10      | 18     | 18     | 18     | 18     | 18     | 18     | 18     | 18     | 18     |
| Sezon 2023 |                     |           |         |         |         |         |         |         |         |         |         |        |        |        |        |        |        |        |        |        |
| Praga      | Gorzów Wielkopolski | Vojens    | miejsce | miejsce | miejsce | miejsce | miejsce | miejsce | miejsce | miejsce | miejsce | punkty | punkty | punkty | punkty | punkty | punkty | punkty | punkty | punkty |
| –          | 6                   | 14        | 10      | 10      | 10      | 10      | 10      | 10      | 10      | 10      | 10      | 20     | 20     | 20     | 20     | 20     | 20     | 20     | 20     | 20     |

| Statystyki        | Statystyki |
| ----------------- | ---------- |
| Starty            | 6          |
| Zwycięstwa        | 0          |
| Miejsca na podium | 1          |
| Finalista         | 2          |
| Punkty            | 66         |

## Starty w lidze (szczegółowo)

### Liga polska
| Sezon | Liga    | Klub                   | Miejsce | Mecze | Biegi | Punkty | Bonusy | Razem | Śr. bieg.  | Śr. mecz. |
| ----- | ------- | ---------------------- | ------- | ----- | ----- | ------ | ------ | ----- | ---------- | --------- |
| 2020  | 1. liga | SK Lokomotīve Dyneburg | 8.      | 13    | 51    | 64     | 14     | 78    | 1,529 (37) | 4,92      |
| 2021  | 2. liga | Lokomotīve Dyneburg    | 4.      | 14    | 67    | 115    | 5      | 120   | 1,791 (22) | 8,21      |
| 2022  | 2. liga | PSŻ Poznań             | 1.      | 13    | 60    | 128    | 11     | 139   | 2,317 (1)  | 9,85      |
| 2023  | 1. liga | TŻ Ostrovia            | 4.      | 14    | 51    | 62     | 8      | 70    | 1,373 (43) | 4,43      |